# …いる!
『…いる!』は、1998年3月26日にタカラから発売されたPlayStation用のアドベンチャーゲームソフトである。ジャンルはサバイバルホラーとなっている。 
1999年8月5日にはTHE BEST タカラモノとして廉価版が発売されている。 

## 概要
カプコンの『バイオハザード』（1996年）のヒットを受け、当時人気ジャンルとなっていたポリゴンを使用した3D表現による、サバイバルホラーゲームの1つ。 
学校内の建物や人物はすべてポリゴンにて表現されており、主人公から見た一人称視点で展開される。
舞台は文化祭を明日に控えた孤島にある高校内になっており、ある少女の惨殺事件をきっかけに物語が展開していく。 
物語のベースにはクトゥルフ神話が使用されており、随所に神話に関連するアイテムや人物が登場する。

## ゲームシステム
3D視点で学校内を移動して各教室やその他の教育室に入り、人物に話しかける、アイテムを入手するなどの行動をする。 調べる、話す、アイテムを使う以外に主人公の取れる基本行動は、歩く、走る、視点移動、しゃがむ。アクションを起こす基準となる注視点の類は存在しないため、人に話しかけたり物を調べる際には、画面からおおよその位置関係を把握して◯ボタンを押さなければならない。
主人公は特殊能力を持たない普通の高校生であるためモンスターは倒すことはできず、道を塞ぐモンスターに対しては何らかの撃退用アイテムを探し出して使用する。
敵に狙われた場合は近くの教室に自動的に逃げ込み、敵が入り込んで来る前にダンボールや教壇の下などに身を隠さなればならない。敵が教室に踏み込むまでの猶予は画面上にアイコンで表示され、敵を示す人型アイコンが扉のアイコンに接触するまでに隠れなければ、主人公が殺される様子が映し出されてゲームオーバーとなる。この逃走パートはストーリー上発生するもののみで、時間経過や任意イベントでは発生しない。
逃走時以外ではモンスターに一定以上近付くとゲームオーバーとなるが、いずれも忠告はあるため、意図的に無視して近付かない限り危険は無い。不意打ちのように主人公の命を脅かすトラップの類や行動ミスによる即死といったゲームオーバーはほぼ存在しない。

## ストーリー
太平洋に浮かぶ群島のとある島。漁業を生業とする小さな町があるこの島に、似つかわしくないような全寮制の高校があった。霧ヶ丘高校。昭和初期に建てられた由緒ある学校である。この高校に通う主人公・稲葉達也は、不気味な夢を見る。それは、礼拝堂にいる女子生徒・相川かおりから「月食が起きる前に逃げて」という警告を受けるものだった。その言葉が脳裏に残ったまま学園祭を明日に控え、準備に再び取りかかった達也は手伝ってもらおうと他の生徒を呼びに行くが、夜空では月食が始まっていた。周囲の生徒たちが狂い始め、さまざまなモンスターが襲ってくる状況から達也は無事に脱出し、校内に隠された謎を解き明かすことができるのか。

## 登場キャラクター

### 生徒
稲葉達也（いなば たつや）
本作の主人公。中肉中背の体格で至って普通の男子生徒。一人称は「僕」だが稀に「俺」になる。3年4組で、同クラスの学園祭実行委員を担当している。3年4組。遅くまで残って文化祭の出し物の準備をしていたが、やがて怪異に巻き込まれる。
ゲームは彼の視点を通して描かれ、カメラワークが変わるイベントでも基本的に姿は映らない。姿自体は特定のゲームオーバーシーンかエンディングで描かれる他、トイレの鏡にも映る。
事件後はエンディングによって異なり、バッドエンドでは邪神復活の余波で死亡。ノーマルエンドでは廃人化した由麻の元を去り、その後も悪夢と死の気配に苛まれる。グッドエンドでも由麻とは離別し、何者かが再び邪神復活を目論む予感を抱く。
一ノ宮由麻（いちのみや ゆま）
生徒会役員を務めている女子生徒。達也とは親しい。3年4組。達也と共に文化祭の準備をしていた。生徒指導室で一樹に迫られていたところを達也に助けられ、そのまま走り去る。以後、異変が起きた後も行方不明だったが深きものに襲われるなどしながらも必死に校内を逃げ回っており、やがて達也と再会する。しかし一樹に襲われ、逃げる際に足を痛めてしまい、達也が治療道具を探しに行っている間に一樹に拉致される。実は一ノ宮家は村辺校長の家系の分家であり、彼女の血も邪神復活の供物になり得るため、最後は儀式に捧げられる。
邪神の生贄となってしまうバッドエンド以外では達也に助けられるも、その後はエンディングによって異なる。喚魂の秘薬を持っていなかった場合は人形のように意思と感情を失ってしまう。喚魂の秘薬を持っていた場合は意識を取り戻し、達也と共に生還する。しかし結局は事件のトラウマから逃れられず、忌まわしい記憶を振り払うように達也とは別の学校へと去って行った。
氷川一樹（ひかわ かずき）
リーゼントで不良風の男子生徒。美咲と交際している。3年4組。不審な行動が目立ち、由麻のことも「俺の物だ」と言い放つ。怪異の中では深きものに襲われた達也を呪文で助けたりと、事件の謎を知るかのように振る舞うが、実は邪神復活を目論む事件の黒幕の一人。北条が犯人のルートでは最後は「ネクロノミコン」の影響で発狂し、階段から転落死する。もう一方のルートでは由麻を生贄に儀式を行うも、達也が掲げたノートランの鏡を見てしまい、ティンダロスに襲われて死亡。性別の判別すら不可能なほどに損壊した死体となって発見される。バッドエンドでも北条と違って邪神復活に失敗し、達也ともども呆気ない最期を遂げる。彼が如何にして邪神のことを知り、どのような行動原理で今回の事件に関わったのかは作中では一切語られない。
望月哲雄（もちづき てつお）
学園祭の実行委員。3年前に行方不明となった兄を捜している。3年4組。経営をゲーム感覚で楽しみたいという理由で文化祭の出し物を軽食屋に決め、反対意見を論破した。しかし文化祭の前日には準備を手伝わず、兄が大事にしていた書物「妖虫の秘密」を北条が所持していると突き止め、問い詰めている。やがて怪異が起こると別人のように振舞ったりと挙動不審な態度を見せる。実は神山の人格に憑依されており、一方が目覚めるともう一方の人格は眠りにつく状態にある。それを知り、神山と情報を交換しつつ達也とは別方向から事態の打開を目指す。しかし最後は一樹に致命傷を負わされ、達也にノートランの鏡を託して息絶える。兄の手紙を持っていた場合は喚魂の秘薬もくれる。
広瀬充（ひろせ みつる）
肥満体型の男子生徒。食いしん坊で、達也に食べ物をねだる。3年4組。ロボットのようなぎこちない歩き方をする。好きなものが食べたいという理由で文化祭の出し物に軽食屋を推した。しかし学園祭の実行委員でありながら準備を手伝わず、夕食のために帰りたがる。やがて一樹に脅しのような指示を受けてそれに従っていたが、最期は何も知らずにノートランの鏡を覗いてティンダロスに襲われ、見る影も無いほどにやせ細った姿となって息絶える。
理恵（りえ）
長髪の女子生徒。2年生の美術部部員で、達也に好意を抱いているが由麻の存在を前に及び腰。 美術部の出し物の準備で学校に残っていた。怪異の直前から様子がおかしくなり、停電と同時に自分自身を隔離するかのように女子トイレに閉じこもる。しかしやがて殺人鬼へと変貌する。
京子（きょうこ）
ポニーテールの女子生徒。2年生の美術部部員で、理恵の友人。煮え切らない理恵に発破をかけている。理恵が女子トイレに閉じこもると必死に呼びかけていたが、それ故に豹変した理恵に真っ先に襲われ、惨殺される。しかし達也が戻ると死体はおろか血だまりすら無くなっており、壊れたドアも元通りになっていた。死体が何故、どこへ消えたのかは最後まで判明しない。
山下美咲（やました みさき）
ツインテールのギャル風の女子生徒。一樹と交際している。3年3組。不審な態度を取る一樹が良からぬことを企んでいると考え、やめるように訴えていた。怪異発生後は、一方のルートでは恐怖に震えてうずくまっていた所を達也と北条に助けられるが、達也が教室を離れてすぐに殺される。北条は怪物が現れたと言っているが真相は不明。もう一方のルートでは怪異発生から間も無く惨殺死体と化す。
中西（なかにし）
金髪の男子生徒。 机が積まれたり防火シャッターが降りたりなどで階段が使えず、なんとか階段を降りて帰ろうと模索している。怪異発生後も脱出口を探していたが、最期はショゴスに捕食される。
洋子（ようこ）
茶髪の女子生徒。職員室で震えていたが、やがて無残な死体となってしまう。一方のルートでは北条に泣きついていたが、末路は変わらない。
望月博志（もちづき ひろし）
哲雄の兄。3年前に高校在籍中に行方不明になっている。北条は教師であり恋人であったが、彼女の秘密を打ち明けられた際にそれを受け止められず拒絶し、その結果、北条によって地下へと落とされた。その後、地下に住むグールに心を開くうちに仲間として受け入れられ、やがて自身もグールと化した。哲雄のロケットを持っていた場合は話ができ、人間だった頃に書いた手紙を哲雄に渡す事を達也に依頼する。ロケットを持っていなかった場合は他のグール同様に達也に襲い掛かり、通常時よりも入り組んだ道を逃げる羽目になる。
相川かおり（あいかわ かおり）
村辺校長の孫娘で、ショートカットの女子生徒。達也からは後輩にあたる。相川は彼女の父方の姓。誰にも言わず突然転校したとされるが、達也は何度も彼女が殺される夢を見ている。実は偽村辺によって殺されており、死後には夢を通じて達也に逃げるように訴えていたが、間もなく怪異が始まってしまう。邪神の生贄の候補であったが殺害されたため、由麻が代わりに生贄として狙われる結果となった。彼女が何故殺されたのかは語られない。

### 教師
北条冴子（ほうじょう さえこ）
美術教師。29歳。文化祭前日も学校に残っており、生徒たちの相談役も務めている。怪異が発生すると、生徒を逃すべく立ち回るが事件の謎を知っているそぶりも見せる。インスマスの名家の出身であり、「深きもの」との混血の家系であるために歳をとるとやがて「深きもの」へと変異する体質を持つ。それを当時の教え子で恋人だった博志に打ち明けたものの拒絶され、彼を地下へと落とした。
今回の事件への関わり方はルートに応じて異なり、一方のルートでは邪神によるこの世の浄化を目論んで事件を起こした張本人となる。最後は由麻を生贄に邪神復活を成し遂げようとするが、一樹と同様にティンダロスに殺され、性別すら判別不可能な死体として発見された。バッドエンドの場合は邪神復活を成し遂げて狂喜の笑いを上げるも、その代償で皮を剥がれ鼻もそげ落ちた無残な姿となり、結局は邪神の鉤爪で惨殺される。もう一方のルートでは惨劇を止められないと知りつつも生徒を救おうとしており、最期は深きものの襲撃から達也を庇い、由麻を守るように言い残して喰い殺される。
森（もり）
教師。北条に脅しかけるような態度で言い寄っている。最期は偽村辺に襲われ、達也の前で絶命する。
保健の先生
養護教諭。本名は不明。保健室の窓から深きものを目撃し、恐怖のあまり震えている。後に偽村辺によって心臓を抜き取られて殺される。
神山貴彦（かみやま たかひこ）
霧ケ丘高校の元教師。かつては北条、博志と共に考古学に没頭していたが肉体を失い、探求欲を満たすべく様々な世界を巡っていた。怪異発生後に哲雄の体に憑依し、哲雄の別人格のような状態となる。事件の秘密やモンスターについて精通しており、達也や哲雄に助言を送る。しかし当人は宇宙の真理を知るためなら死んでも構わないと語り、怪異や邪神復活について高みの見物を決め込むつもりであるという。終盤以降は発現せず、宿主であった哲雄が死亡したことで登場しないまま終わる。彼が如何にして肉体を失ったのか、何故哲雄に憑依していたのかと言った謎は明かされない。
村辺幸三（むらべ こうぞう）
霧ケ丘高校の三代目校長であり、現校長。ぶつかった達也は「壁にぶちあたったような感触」と評し、言動もどこか支離滅裂で怪しい。校長室には「黄衣のキング」という怪しい本がある。
実は校内にいる村辺は偽物であり、仮初めの命を与えられた泥人形である。本物の村辺は時計塔の地下牢に繋がれており、達也に真実を話して邪神復活の阻止を懇願する。

## 敵
モンスターはいずれもクトゥルフ神話に登場するものをモチーフとしているが、設定は本作独自のものも見られる。
理恵
逃走パートの敵であり、怪異発生後に豹変した理恵。当初は呼び掛ける京子に対し自分から離れるように訴えていたが、やがて人間離れした怪力で京子を殺害すると達也にも襲いかかる。無言かつ無表情で淡々と凶行に及び、達也を捕まえた場合は絞殺する。達也に出し抜かれた後はどこかに去って行き、その後の行方や彼女に何が起きたのかは一切不明。
ティンダロス
時間の狭間に潜む怪物。対面した者を獲物と認識し、仕留めるまで執拗に追い続ける。鋭く伸びた注射針のような舌で獲物を突き刺して殺害し、犠牲者は全身の水分を抜かれたように干からびる。その際は異臭を放つ青い液体が付く。作中には過去を覗き見る事が可能な「ノートランの鏡」が登場するが、それは時間の狭間に潜むティンダロスと対面する事を意味するため、実質的に「覗いた者をティンダロスに殺させる殺人道具」と化している。主人公を始めとする人間にとっては恐ろしい怪物に外ならないが、クライマックスでは思わぬ形で活躍する。
深きもの
逃走パートの敵。学校敷地内と校内を徘徊している半魚人のような怪物。鋭い爪で人間の首を撥ねたり死体を貪り喰らう。作中では逃走パートに一度登場する他、ある行動を取ると即座に主人公に襲い掛かる。図書館では男子生徒を喰らっている。
ショゴス
粘液状生物。校舎三階の階段を塞いでおり、近付いた人間を捕食する。出口を探していた中西は丸のみされてしまった。奉仕種族であり、餌付けすれば大人しく道を開ける。
無形の落とし子（ツァトゥグァ）
校舎2階の渡り廊下を塞いでいる。本作では黒いタールのような不定形の姿をした生物にカエルのような口が付いた姿となっている。近付いた者は首を喰い千切られる。「エイボンの書」に記述された呪文によって召喚されており、その呪文を逆から読む事で送還できる。
偽村辺
逃走パートの敵。一見、校長の村辺そっくりだがその正体は黒幕によって命を与えられた泥人形。命令に従って殺人を行なっており、物語開始前にはかおりも殺害した。保健室にて保健の先生を殺害して心臓を抜き出し、丁度保健室を訪れた達也にも襲いかかる。ナイフを手に虚な表情と足取りでゾンビのようにゆっくりと歩き、人を刺す際には不気味に笑う。達也を見失った後はどこかへ去り、以降は登場しない。
星の精
不可視の怪物。一樹によって召喚され、天文室への階段を塞ぐ。近付いた者は見えない力で手足や首をへし折られ、糸の切れた人形のような死体と化す。通常では姿が見えないが、何らかの手段でその姿を可視化させられると退散する。撃退には「イブン=グハジの粉」が必要となる。
グール
地下墓地に現れる、人を喰らう怪物。主人公を発見すると即座に襲い掛かるが、ある個体は条件を満たすと会話が可能。
クトゥルフの落し子
エルダーサインによって地下神殿に封印されている邪神。何千万年も前に地球に降り立ち、今は存在しない南太平洋の大陸に文明を築いた。古来より村辺の一族によって封印を守護されてきた。
本来は厳重な封印が施されているが、月蝕の日は月の力が弱まる為にエルダーサインが誰でも動かせるようになる事と、一樹に脅された達也がエルダーサインを動かしてしまったことで封印が解けかけ、事件の黒幕によって復活の儀式が執り行われる。ノーマルエンド以上であれば達也が黒幕を倒して儀式を中断させた事で復活も阻止される。
バッドエンドでは北条が黒幕だった場合は事件の犠牲者達と由麻の血肉によって復活を遂げ、北条を惨殺した後に再び地球を手中に収めるべく飛び立つ。一樹が黒幕だった場合は儀式は失敗し、直接は登場せずに終わる。

## 舞台
霧ヶ丘高校
本作の舞台となる高等学校。孤島の町はずれに建つ高校だが全寮制で教室数も多く、立地にはそぐわない規模の校舎となっている。建立は昭和初期。「勉学に集中する最適な環境作り」という名目で建てられたがその特異性から島でも浮いた存在となっている。三階建てで、その上にはテラスと展望室がある。一階には女神像が立つ礼拝堂が存在するが、宗教的な行事は一切行われておらず謎の場所とされている。作中には体育館は登場せず、校庭やプールの類も言及は無い。「学校周辺の地下には洞窟が広がっており、人間を喰らう化け物が棲む」という噂がまことしやかに囁かれている。学校のはずれには今は動いていない古い時計塔がある。
その正体は邪神の封印を隠すべく建てられた建造物。地下にある神殿では古来よりエルダーサインによって邪神が封じられており、時代に沿った建物を建ててカムフラージュとしていた。その一つが現代における霧ヶ丘高校である。学園祭の前日、邪神復活を目論む何者かによって、怪異が彷徨う脱出不能の牢獄と化してしまう。

## スタッフ
- シニア・エグゼクティブ・プロデューサー：佐藤博久
- エグゼクティブ・プロデューサー：森川雅博
- プロデューサー：中野隆幸
- ディレクター：池澤寿彦
- チーフ・マーケティング：森岡俊広
- マーケティング・スタッフ：鳥浜克哉、岩崎正浩
- アドバタイザー：青木優
- アートワーク・デザイン：デザイン・オフィス スペースラップ
- チーム・リーダー：まつよしむねかず
- チーフ・プランナー：まつざかけんいち
- プランナー：さしだなおき、遠藤宏治郎
- メイン・プログラマー：まつよしむねかず
- サブ・プログラマー：さとうげんしろう
- アシスタント・プログラマー：くわばらひろとし、うえのふとし、ひらやまともや
- メイン・グラフィック・デザイナー：村田直樹
- キャラクター・グラフィック・デザイナー：村田直樹
- バックグラウンド・グラフィック・デザイナー：めぐろあつし
- モーション・デザイナー：村田直樹、奥井幸人、ふじわらたかひろ、阿部寛司
- グラフィック・デザイナー・スタッフ：なかむらのりあき、たばたかずのり、のじまえみ
- ミュージック&サウンド：スタジオPJ
- ミュージック・コンポーズ：末村謙之輔
- サウンド・エフェクト：H.MIURA、いくむねわかば
- ボイス・アクター：たばたかずのり、高橋あきお、ふたばやよい
- テスト・プレイ：ポールトゥウィン

## 評価
KADOKAWAのゲーム雑誌「ファミコン通信」の「クロスレビュー」では、合計20点（満40点）となっている。
電撃PlayStationDPSソフトレビューでは50、65の115点。レビュアーはオープニングから恐怖感を煽りまくりで学校が舞台なのもあのような作りのところがあるかは別として親近感がわく、クトゥルフや怖いもの好きには楽しめるとしたが、やりたいように視点変更できず移動するだけで3D酔いするため左右や後ろへの方向転換はできるようにしてほしかった、フラグを立てるのによく移動させられテンポが悪い、選択ミス即ゲームオーバーになるのに決まった場所でセーブができないのはちょっと厳しすぎるとした。